# Confederation of British Industry
Pour les articles homonymes, voir CBI.
La Confederation of British Industry (CBI), fondée en 1965, est le plus important syndicat patronal britannique. Elle publie un magazine mensuel, le Business Voice. Elle publie un magazine mensuel, le Business Voice.
Elle représente 190 000 entreprises mais est dominée par les multinationales. Elle est décrite par le Financial Times comme « le plus grand lobby commercial de Grande-Bretagne ». Son dîner annuel rassemble les membres les plus proéminents du monde britannique des affaires et de la politique.

## Prises de position
En novembre 2013, alors que les eurosceptiques ont le vent en poupe et qu'un référendum de sortie de l'Union européenne est envisagé, la CBI prend position pour un maintien dans l'UE, mettant en garde sur les risques qu'un tel changement causerait sur l'économie. L'organisation était très influente à Bruxelles.
Elle fait pression pour la réduction des prestations accordées aux travailleurs et aux chômeurs et de l’impôt sur les sociétés.

## Polémiques
En mars 2023, The Guardian a fait état d'une plainte pour harcèlement sexuel déposée contre le directeur général de la CBI, Tony Danker, ainsi que d'autres allégations visant plusieurs cadres de l'organisation. Le 3 avril 2023, le quotidien britannique publie une enquête décrivant une « culture misogyne » au sein de la CBI ; une douzaine d'employées du CBI affirment avoir été victimes d'inconduite sexuelle, dont un viol. Le quotidien décrit en particulier une fête de la CBI sur un bateau en 2019, qui avait très mal tourné ; le tout se serait déroulé dans une « atmosphère toxique », avec utilisation de cocaïne, abus d’alcool et remarques sexistes. Tony Danker est licencié en avril 2023 après une enquête d'un cabinet d'avocats mandaté par la CBI.

## Directeurs généraux depuis 1965
- John Davies (30 juillet 1965 - 15 octobre 1969)
- Campbell Adamson (15 octobre 1969 - 2 juillet 1976)
- John Methven (2 juillet 1976 - 23 avril 1980)
- Terence Beckett (1er octobre, 1980 - 1987)
- John Banham (1987 - 1992)
- Howard Davies (1992 - 31 décembre 1995)
- Adair Turner (1er janvier 1995 - 31 décembre 1999)
- Digby Jones (1er janvier 2000 - 31 décembre 2006)
- Richard Lambert (1er janvier 2006 - 20 janvier 2011)
- John Cridland (31 janvier 2011 - Octobre 2015)
- Carolyn Fairbairn (depuis Novembre 2015 - )

## Présidents
- Ray Pennock (1980 - 1982) également président de 1984 à 1986 du lobby du grand patronat européen, BusinessEurope[7].
- John Murray Allan (à partir du 19 juin 2018), dirigeant de Tesco, il était auparavant vice-président de la CBI depuis [8],[9].